# Hamnhäran
Hamnhäran är skär i Åland (Finland). De ligger i Skärgårdshavet och i kommunen Kumlinge i landskapet Åland, i den sydvästra delen av landet. Öarna ligger omkring 55 kilometer nordöst om Mariehamn och omkring 240 kilometer väster om Helsingfors.
Arean för den av öarna koordinaterna pekar på är 5,4 hektar och dess största längd är 350 meter i nord-sydlig riktning. Trakten är glest befolkad. Det finns inga samhällen i närheten.